# Verenigd Koninkrijk op het Eurovisiesongfestival 1992
Het Verenigd Koninkrijk deed in 1992 voor de vierendertigste keer mee aan het Eurovisiesongfestival. De zanger Michael Ball
was gekozen door de BBC door een nationale finale om het land te vertegenwoordigen.

## Nationale voorselectie
Onder de titel A Song for Europe 1992 hield het Verenigd Koninkrijk een nationale finale om de artiest en  het lied te selecteren voor het Eurovisiesongfestival 1992. De nationale finale werd gehouden op 4 april 1992 en werd gepresenteerd door Terry Wogan.
De winnaar werd gekozen door televoting.

| Volgorde | Lied                                       | Punten | Plaats |
| -------- | ------------------------------------------ | ------ | ------ |
| 1        | "This Is The Moment I've Been Waiting For" | 73084  | 5de    |
| 2        | "Call On Me"                               | 48419  | 7de    |
| 3        | "As Dreams Go By"                          | 94844  | 2de    |
| 4        | "Secret of Love"                           | 91705  | 3de    |
| 5        | "Every Day, Every Night"                   | 32007  | 8ste   |
| 6        | "Who Needs To Know"                        | 52126  | 6de    |
| 7        | "One Step Out of Time"                     | 153792 | 1ste   |
| 8        | "If You Need Another Love"                 | 86476  | 4de    |

## In Malmö
In Zweden moest het Verenigd Koninkrijk aantreden als 16de, net na Oostenrijk en voor Ierland.
Op het einde van de puntentelling bleek dat ze op een 2de plaats waren geëindigd met 139 punten.
Men ontving 4 keer het maximum van de punten.
Van België ontving het 12 punten en Nederland gaf 7 punten aan deze inzending.

### Gekregen punten

#### Finale
| 12 punten                                      | 10 punten             | 8 punten                         | 7 punten                | 6 punten                   |
| ---------------------------------------------- | --------------------- | -------------------------------- | ----------------------- | -------------------------- |
| - België - Denemarken - Duitsland - Oostenrijk | - Frankrijk - Turkije | - Ierland - Italië - Zwitserland | - Luxemburg - Nederland | - Cyprus - Finland - Malta |
| 5 punten                                       | 4 punten              | 3 punten                         | 2 punten                | 1 punt                     |
| - Spanje - Zweden                              | - IJsland             |                                  | - Israël                |                            |

### Punten gegeven door Verenigd Koninkrijk

#### Finale
Punten gegeven in de finale:
| 12 punten | IJsland     |
| 10 punten | Oostenrijk  |
| 8 punten  | Ierland     |
| 7 punten  | Israël      |
| 6 punten  | Duitsland   |
| 5 punten  | Noorwegen   |
| 4 punten  | Zwitserland |
| 3 punten  | Denemarken  |
| 2 punten  | Nederland   |
| 1 punt    | Spanje      |

1957 · 1958 · 1959 · 1960 · 1961 · 1962 · 1963 · 1964 · 1965 · 1966 · 1967 · 1968 · 1969 · 1970 · 1971 · 1972 · 1973 · 1974 · 1975 · 1976 · 1977 · 1978 · 1979 · 1980 · 1981 · 1982 · 1983 · 1984 · 1985 · 1986 · 1987 · 1988 · 1989 · 1990 · 1991 · 1992 · 1993 · 1994 · 1995 · 1996 · 1997 · 1998 · 1999 · 2000 · 2001 · 2002 · 2003 · 2004 · 2005 · 2006 · 2007 · 2008 · 2009 · 2010 · 2011 · 2012 · 2013 · 2014 · 2015 · 2016 · 2017 · 2018 · 2019 · 2020 · 2021 · 2022 · 2023 · 2024 · 2025